# Xavier Puyada
Francesc Xavier Puyada Alsina (Badalona, 15 maggio 1981) è un ex cestista spagnolo.

## Palmarès
- Campionato spagnolo: 1

Barcellona: 2000-2001
- Liga catalana: 2

Lleida: 2002, 2003